# Anolis bartschi
Anolis bartschi este o specie de șopârle din genul Anolis, familia Polychrotidae, descrisă de L.C. Cochran în anul 1928. Conform Catalogue of Life specia Anolis bartschi nu are subspecii cunoscute.